# Svenska-Dagbladet-Opernpreis
Der Svenska-Dagbladet-Opernpreis (schwedisch Svenska Dagbladets operapris) ist eine jährlich in Schweden verliehene Auszeichnung.
Er wird seit 1977 jedes Jahr von der Tageszeitung Svenska Dagbladet für die beste Leistung im Bereich Oper und Tanz verliehen. Der Preis kann einer Einzelperson oder einer Gruppe überreicht werden.

## Liste der Preisträger
| Jahr | Preisträger                                      | Fach                                  |
| ---- | ------------------------------------------------ | ------------------------------------- |
| 2014 | Patrik Ringborg                                  | Dirigent, Generalmusikdirektor        |
| 2013 | Chor der Königlichen Oper Stockholm              | Chor                                  |
| 2012 | Ingela Brimberg                                  | Opernsängerin                         |
| 2011 | Örjan Andersson                                  | Choreograf                            |
| 2010 | Malin Byström                                    | Opernsängerin                         |
| 2009 | Michael Weinius                                  | Hofsänger, Opernsänger                |
| 2008 | Mats Ek                                          | Choreograf                            |
| 2007 | Maria Sundqvist                                  | Regisseurin                           |
| 2006 | BouncE Streetdance Company                       | Tanz-Gruppe                           |
| 2005 | Lars-Åke Thessman                                | Bühnenbildner                         |
| 2004 | Nina Stemme                                      | Hofsängerin, Opernsängerin            |
| 2003 | Orchester der Göteborger Oper                    | Orchester                             |
| 2002 | Kerstin Avemo                                    | Opernsängerin                         |
| 2001 | Peter Mattei                                     | Hofsänger, Opernsänger                |
| 2000 | Jan-Erik Wikström                                | Hoftänzer                             |
| 1999 | Gunilla Stephen-Kallin                           | Opernsängerin                         |
| 1998 | Michiyo Hayashi                                  | Ballett-Tänzerin                      |
| 1997 | John Erik Eleby                                  | Opernsänger                           |
| 1996 | Virpi Pahkinen                                   | Tänzer, Choreograf                    |
| 1995 | Hans Hiort                                       | Intendant                             |
| 1994 | Katarina Dalayman                                | Hofsängerin, Opernsängerin            |
| 1993 | –                                                |                                       |
| 1992 | Marie Lindqvist                                  | Hoftänzerin, prima ballerina          |
| 1991 | Jonas Forssell                                   | Komponist                             |
| 1990 | Das kleine Haus der Göteborger Oper              | Opernensemble                         |
| 1989 | Mikael Samuelson                                 | Opernsänger                           |
| 1988 | Siv Wennberg                                     | Hofsängerin, Opernsängerin            |
| 1987 | Bengt Krantz                                     | Opernsänger                           |
| 1986 | Lena Nordin                                      | Hofsängerin, Opernsängerin            |
| 1985 | Gösta Winbergh                                   | Hofsänger, Opernsänger                |
| 1984 | MariAnne Häggander                               | Hofsängerin, Opernsängerin            |
| 1983 | Vadstenaakademien/Torbjörn Lillieqvist           | Opernsänger, Intendant                |
| 1982 | Ulf Gadd                                         | Choreograf                            |
| 1981 | Folkoperan + Stockholms Musikdramatiska Ensemble | Opernensembles                        |
| 1980 | Anneli Alhanko                                   | Hoftänzerin, prima ballerina assoluta |
| 1979 | Göran Järvefelt                                  | Regisseur                             |
| 1978 | Sylvia Lindenstrand                              | Hofsängein, Opernsängerin             |
| 1977 | Erik Sædén                                       | Hofsänger, Opernsänger                |